# إسرائيل روكح
إسرائيل روكاح رتبة الإمبراطورية البريطانية (بالعبرية: ישראל רוקח) (31 ديسمبر 1886 - 13 سبتمبر 1959) هو سياسي إسرائيلي، وعضو الكنيست، ورئيس بلدية تل أبيب من 15 نوفمبر 1936 إلى 13 أبريل 1953.